# Jan Erik Düring
Jan Erik Düring, född 15 juni 1926 i Bærum, död 13 mars 2014 i Oslo, var en norsk filmregissör.
Düring regisserade elva filmer mellan 1957 och 1985. Han debuterade med Hjemme hos oss. Husmorfilmen 1957. och gjorde sin spelfilmsdebut med Elias rekefisker 1958.
Jan Erik Düring var under flera perioder ordförande i Norsk Filmforbund.

## Filmografi
- 1957 – Hjemme hos oss. Husmorfilmen 1957.
- 1958 – Elias rekefisker
- 1964 – Husmorfilmen høsten 1964
- 1965 – Hjelp – vi får leilighet!
- 1969 – Tipp topp. Husmorfilmen 1969
- 1973 – Knut Formos siste jakt
- 1974 – Hur man blir miljonär
- 1976 – Kjære Maren
- 1979 – Lucie
- 1980 – Fabel
- 1985 – Sitt i båten